# Kabinett von Fidschi
Das Kabinett von Fidschi (englisch Cabinet of Fiji) ist das Kollegium der führenden Politiker und Beamten von Fidschi, welche die Regierung bilden. Es wird vom Premierminister von Fidschi ernannt und ist verantwortlich gegenüber dem Parlament. Die verfassungsrechtliche Grundlage für das Kabinett sind die Abschnitte 90 bis 96 der Verfassung von Fidschi 2013.
Das Kabinett besteht aus dem Premierminister als Vorsitzendem und einer Reihe von Ministern. Mit Ausnahme des Generalstaatsanwalts (Attorney-General), müssen sie alle Mitglieder des Parlaments sein. Minister amtieren nach dem Willen des Premierministers oder bis sie selbst zurücktreten oder ihren Sitz im Parlament abgeben.
Das Kabinett ist verantwortlich gegenüber dem Parlament. Die Minister geben im Parlament regelmäßig Bericht über ihre Aufgabenbereiche und müssen vor dem Parlament oder Committees desselben auf Anfrage Rede und Antwort stehen.
Vor dem Staatsstreich 2006 und der Verfassungskrise 2009, galt für das Kabinett die Verfassung von 1997. Ein ungewöhnliches Element dieser Verfassung war die Forderung nach einem verpflichtenden Koalitions-Kabinett (compulsory coalition cabinet), in dem jede politische Partei mit mehr als 8 Sitzen in dem Parlament mit 71 Mitgliedern eine proportionale Zahl an Kabinettsitzen erhalten sollte. Das Modell wurde über fast zehn Jahre nicht erfolgreich umgesetzt, da sowohl Mahendra Chaudhry als auch Laisenia Qarase sich weigerten, Kabinetts-Sitze an politische Gegner zu vergeben. Erst nach den Wahlen 2006 wurde wieder ein volles Vielparteien-Kabinett eingesetzt. Das Vielparteien-Modell wurde in der Verfassung von 2013 nicht weitergeführt.

## Gegenwärtiges Kabinett
Seit den Wahlen 2018 und teilweise von den Wahlen 2022 gehören folgende Minister zum Kabinett:
- Sitiveni Rabuka: Prime Minister; Minister for iTaukei Affairs; Minister for Sugar; Foreign Affairs
- Siromi Turaga: Attorney-General; Minister for Justice, Economy, Civil Service, Communications and Public Enterprises
- Premila Kumar: Minister for Local Government Housing and Commercial Development
- Inia Seruiratu: Minister for National Security and Defence
- Semi Koroilavesau: Minister for Fisheries
- Mereseini Vuniwaqa: Minister for Women, Children and Poverty Alleviation
- Parveen Bala: Minister for Employment, Productivity; Industrial Relations; Youth and Sports
- Rosy Sofia Akbar: Minister for Education and Heritage, Arts
- Mahendra Reddy: Minister of Agriculture; Environment, Rural and Maritime Development; Waterways
- Ifereimi Waqainabete: Minister for Health and Medical Services
- Jone Usamate: Minister for Infrastructure; Transport; Disaster Management and Meteorological services
- Osea Naiqamu: Minister for Forestry
- Faiyaz Koya: Minister for Commerce, Trade, Tourism and Transport

Assistant Ministers
- Joseph Nand: Assistant Minister for Education, Heritage & Arts
- Viam Pillay: Assistant Minister for Agriculture, Environment, Rural and Maritime Development, Waterways
- Veena Bhatnagar: Assistant Minister for Women, Children and Poverty Alleviation; Deputy Speaker of the House
- Jale Sigarara: Assistant Minister for Agriculture; Environment, Rural and Maritime Development; Waterways
- Alexander O’Connor: Assistant Minister for Health
- Vijay Nath: Assistant Minister for Local Government, Housing & Community Development
- Alvikh Maharaj: Assistant Minister for Employment, Productivity; Industrial Relations; Youth and Sports
- George Vegnathan: Assistant Minister for Sugar

Weitere Mitglieder
- Epeli Nailatikau: Speaker of the House
- Jioji Konrote: Former FijiFirst cabinet minister, President of Fiji